# AM-15 (航空機)
AM-15は、日本の愛知時計電機航空機部（後の愛知航空機）が計画した飛行機。同じ「AM-15」の名称で陸上戦闘機とスポーツ機の2機種が計画されたが、いずれも実機は製作されていない。

## 概要
1935年（昭和10年）、愛知は陸上戦闘機に対する最初の試みとしてAM-15を計画したが、設計のみで翌1936年（昭和11年）に中止された。これはP-26に類する、上下張線支持式の低翼を持つ単発単座の単葉機で、機体は主に金属製で翼の一部が羽布張り、スパッツを備えた固定脚を降着装置とするものだった。エンジンは「寿二型」空冷星型9気筒（離昇580 hp）を装備する予定だった。
1936年には、愛知は自主的に単発のスポーツ機の設計に着手し、こちらにもAM-15の名称が与えられた。曲技飛行に向いた軽快な機体として設計されており、P-26のものに類似する張線支持式低翼を主翼とする点は先の陸上戦闘機と同様で、胴体はHe 64に近い形のものだった。機体は木金混製に羽布張り、降着装置は固定脚。いくつかの形式が検討されたが、いずれも設計以降の段階に進むことはなかった。

## 諸元（スポーツ機）
出典：『日本航空機総集 愛知・空技廠篇』 80頁、『日本航空機大図鑑 1910年ー1945年 中巻』 294頁。
- 全長：8.2 m
- 全幅：11.0 m
- 全高：2.9 m
- エンジン：メナスコ（英語版） バッカニーア（英語版） 空冷倒立直列型6気筒（200 hp級） × 1
- 乗員：1 - 2名